# Per Saldo Mord
Per Saldo Mord ist ein US-amerikanisch-deutscher Kriminalfilm von Jack Arnold aus dem Jahr 1976 mit David Janssen und Senta Berger.

## Handlung
Eine Zürcher Bank wird von einem Unbekannten erpresst. Zehn Millionen Schweizer Franken fordert der Erpresser in Form von Rohdiamanten, andernfalls wolle er die Öffentlichkeit darüber aufklären, dass auf den Nummernkonten der Bank Geld aus zwielichtigen Geschäften deponiert ist. Zudem sollen fünf Kontoinhaber je eine Million Franken zusätzlich bezahlen oder ihre Anonymität wäre passé. Der ehemalige US-amerikanische Justizbeamte David Christopher, der inzwischen als Detektiv in Genf seinen Lebensunterhalt verdient, wird von Bankdirektor Johann Hurtil beauftragt, den Erpresser ausfindig zu machen und die betroffenen Bankkunden zu schützen.
Zwei der Kontoinhaber verlieren kurz darauf ihr Leben, darunter ein Krimineller aus Chicago namens Hayes, der nicht bereit war, die geforderte Summe zu zahlen. Die attraktive Denise Abbott, die auch zu den erpressten Kunden gehört, lernt Christopher kurz nach seiner Ankunft in Zürich kennen. Sie ist davon überzeugt, dass ihre einstige Affäre mit einem britischen Lord den Erpresser auf sie aufmerksam werden ließ. Als sich Denise und Christopher in der Stadt erneut treffen, fordert Denise den Detektiv auf, mit ihr um die Wette zu fahren. Auf einer kurvenreichen Bergstraße stürzt Christopher mit seinem Wagen fast einen Hang hinab. Denise kann ihm gerade noch rechtzeitig aus dem Auto helfen. Sie küssen sich und schlafen anschließend miteinander. 
Unterdessen gerät der Vizepräsident der Bank, Franz Benninger, in Verdacht, die Erpresserbriefe mit Hilfe seiner Geliebten Rita Jensen verschickt zu haben. Benninger ist bereit, sich mit Christopher am Bahnhof zu treffen. Dort tauchen auch zwei Killer auf, die Christopher hinterrücks erschießen wollen. Als einer der Killer auf den Detektiv einen Schuss abfeuert, trifft er stattdessen Benninger, der ihm in die Schusslinie gelaufen ist. Die beiden Killer versuchen, mit einem Zug zu fliehen, werden jedoch von Polizeibeamten, angeführt von Captain Frey, erschossen. Wie sich herausstellt, hatte Benninger lediglich Rita dabei geholfen, ein Bankkonto ihres verstorbenen Vaters auf ihren Namen zu übertragen. Sie sei zwar die rechtmäßige Erbin, habe jedoch nicht die Dokumente gehabt, die für eine offizielle Übertragung nötig gewesen wären. Mit Benninger, der sich von seiner Schussverletzung wieder erholen wird, will sie ein neues Leben anfangen. 
Christopher soll mit den drei noch lebenden Kontoinhabern – Denise, Dwight McGowan und Korsak – die Rohdiamanten zu einem entlegenen Ort bringen, wo der Erpresser die wertvollen Steine entgegennehmen will. Der Texaner McGowan lässt sich unterwegs entschuldigen. Es gehe ihm nicht gut und er müsse zurück in sein Hotel. Christopher, Denise und Korsak fahren nach den Instruktionen des Erpressers zu dritt weiter. An einem Berg soll Christopher die Diamanten mittels Skilift auf den Gipfel bringen. Korsak erklärt sich bereit, diese Aufgabe zu übernehmen. Christopher gibt ihm die Diamanten und Korsak setzt sich in einen Lift. Als ein Hubschrauber zum Berggipfel fliegt, drängt Christopher Denise in einen Lift, um gemeinsam nach oben zu fahren. Auch Captain Frey und sein Kollege Schwand treffen am Schauplatz des Geschehens ein. Christopher offenbart Denise, dass er tags zuvor in London gewesen sei und von Lord James, Denise’ Ex-Geliebten, erfahren habe, dass ihn Denise mit der Publikmachung ihrer Affäre erpresst. Christopher habe daraufhin geschlussfolgert, dass sich alle fünf Kontoinhaber gegenseitig erpressen, um anschließend die Rohdiamanten untereinander aufzuteilen.
Als Korsak am Gipfel ankommt, wird er von McGowan erschossen. Der Diamanten habhaft geworden, will McGowan mit seinem Hubschrauber verschwinden. Christopher schießt auf den Hubschrauber, sodass McGowan wieder landen muss. McGowan versucht, zu Fuß zu fliehen, wird dabei jedoch von Christophers Schüssen getroffen und stürzt in die Tiefe. Christopher nimmt die im Schnee liegenden Diamanten an sich. Denise schlägt ihm vor, gemeinsame Sache zu machen. Als er gehen will, ohne auf ihr Angebot einzugehen, zieht sie eine Waffe. Christopher wirft Denise den Beutel mit den Diamanten zu. Sie lässt ihre Waffe fallen, um den Beutel zu fangen, und Christopher zieht seine Waffe. Als Frey zu ihnen stößt, versucht Denise ihn zu überzeugen, dass Christopher hinter allem steckt. Frey nimmt sie mit, damit sie ihm unterwegs alles in Ruhe erzählen kann. Christopher hingegen bleibt mit den Diamanten allein auf dem Berg zurück.

## Hintergrund
Die Dreharbeiten fanden in den Bavaria Filmstudios und in Zürich statt. Im März 1976 wurde Per Saldo Mord in der Schweiz veröffentlicht, im Mai 1976 auch in Österreich. In Deutschland kam der Kriminalfilm am 14. Mai 1976 in die Kinos. Am 28. September 1985 wurde er erstmals im Ersten Programm des Fernsehens der DDR gezeigt.

## Kritiken
„Spannungsarmer Krimi mit vielen Unglaubwürdigkeiten, schwachem Spiel und unzureichender Aufklärung“, befand das Lexikon des internationalen Films. Cinema bezeichnete Per Saldo Mord als „[l]etztes, leider ödes Werk von B-Film-Papst Jack Arnold“. Das Fazit lautete: „Der Schweiz-Krimi ist ziemlicher Käse.“ Für den Time Out Film Guide war der Film ein „monotoner, erstaunlich gehaltloser Thriller“, dessen Plot „nicht nachvollziehbar“ sei.

## Deutsche Fassung
Die deutsche Synchronfassung entstand im Bavaria Atelier in München.
| Rolle               | Darsteller     | Synchronsprecher    |
| ------------------- | -------------- | ------------------- |
| David Christopher   | David Janssen  | Günther Ungeheuer   |
| Denise Abbott       | Senta Berger   | Senta Berger        |
| Dwight McGowan      | John Ireland   | Heinz Engelmann     |
| Robert Hayes        | John Saxon     | Reinhard Glemnitz   |
| Johann Hurtil       | Ray Milland    | Wolf Ackva          |
| Rita Jensen         | Elke Sommer    | Gudrun Vaupel       |
| Korsak              | Arthur Brauss  | Arthur Brauss       |
| Sando, Berufskiller | David Hess     | Michael Brennicke   |
| Sgt. Schwand        | Hans-Jörg Bahl | Rüdiger Bahr        |
| Corinne             | Sheila Ruskin  | Rose-Marie Kirstein |